# Communauté de communes du Pays de l'Herbasse
La communauté de communes du Pays de l'Herbasse est une ancienne communauté de communes française, située dans le département de la Drôme en région Auvergne-Rhône-Alpes.

## Historique
La coopération intercommunale autour de Saint-Donat-sur-l'Herbasse a commencé avec la création du syndicat intercommunal à vocation multiple (SIVOM) de la région de Saint-Donat par un arrêté préfectoral du 1er février 1974 (les premières démarches datant de 1972). Il prend le nom de « SIVOM du Pays de l'Herbasse » en juin 1991. Le 27 décembre 1996, ce SIVOM devient communauté de communes. Cette nouvelle forme d'intercommunalité succède également au syndicat intercommunal du centre de loisirs de Champos.
Le projet initial du schéma départemental de coopération intercommunale ne prévoyait aucune modification du périmètre de la communauté de communes (CC) ; aucun arrêté n'a donc été pris. Néanmoins, des amendements proposés ont été rejetés vis-à-vis d'une fusion éventuelle avec les communautés d'agglomération (CA) de Valence ou de Romans :
- la CC du Pays de l'Herbasse devait fusionner avec la CA du Pays de Romans et la CC du canton de Bourg-de-Péage ;
- un autre amendement, non soumis au vote, a été proposé dans le cadre de la procédure du « passer outre », en retirant sept communes de la CA du Pays de Romans[Note 1] afin de les intégrer dans la CC du Pays de l'Herbasse.

À la suite de l'adoption de la loi no 2015-991 du 7 août 2015 portant nouvelle organisation territoriale de la République (dite loi NOTRe), la préfecture a élaboré un schéma départemental de coopération intercommunale. Cette loi dispose que toute intercommunalité doit avoir plus de 15 000 habitants au recensement de 2012, avec des exceptions (avec une population de 5 000 habitants minimum), ce qui n'est pas le cas pour la communauté de communes du Pays de l'Herbasse, qui, malgré une population comprise entre les deux chiffres cités, ne bénéficie d'aucune dérogation (9 080 habitants en 2012 et une densité de 96,2 habitants par kilomètre carré). C'est d'ailleurs le seul cas dans le département de la Drôme.
Il était proposé une fusion avec la communauté d'agglomération Valence Romans Agglo et la communauté de communes de la Raye. Le rattachement à Valence Romans Agglo aurait présenté plusieurs atouts :
- « une partie du bassin de vie de Saint-Donat-sur-l'Herbasse est déjà intégrée dans le périmètre de la communauté d'agglomération de Valence Romans Agglo » ;
- certaines communes sont intégrées à l'aire urbaine de Romans-sur-Isère ;
- le bassin versant de l'Herbasse permettrait une gestion commune dans le domaine des milieux aquatiques et de la prévention des inondations.

Le président de la communauté de communes, Aimé Chaléon, par ailleurs membre de la commission départementale de coopération intercommunale (CDCI), a déposé un amendement pour que la structure intercommunale soit plutôt rattachée à la communauté de communes Hermitage-Tournonais, justifiant un rapprochement géographique avec le pôle de Tain-l'Hermitage/Tournon-sur-Rhône. Cet amendement a été adopté par les membres de la CDCI.

## Territoire communautaire

### Géographie
La communauté de communes est située au nord du département de la Drôme, « au sein du territoire de la Drôme des collines » (nom également porté par le canton du même nom depuis 2015), au carrefour des axes autoroutiers A7 et A49 et à proximité de la ligne à grande vitesse.

### Composition
La communauté de communes est composée des neuf communes suivantes :
| Nom                                | Code Insee | Gentilé       | Superficie (km2) | Population (dernière pop. légale) | Densité (hab./km2) |
| ---------------------------------- | ---------- | ------------- | ---------------- | --------------------------------- | ------------------ |
| Saint-Donat-sur-l'Herbasse (siège) | 26301      | Donatiens     | 19,52            | 3 923 (2014)                      | 201                |
| Arthémonay                         | 26014      | Arthémonois   | 5,70             | 561 (2014)                        | 98                 |
| Bathernay                          | 26028      | Baternois     | 5,71             | 251 (2014)                        | 44                 |
| Bren                               | 26061      | Brennois      | 11,03            | 545 (2014)                        | 49                 |
| Charmes-sur-l'Herbasse             | 26077      | Charmois      | 12,84            | 930 (2014)                        | 72                 |
| Chavannes                          | 26092      | Chavannais    | 4,67             | 658 (2014)                        | 141                |
| Margès                             | 26174      | Margessois    | 9,79             | 1 076 (2014)                      | 110                |
| Marsaz                             | 26177      | Marsaziens    | 8,95             | 770 (2014)                        | 86                 |
| Montchenu                          | 26194      | Montchaniards | 16,15            | 587 (2014)                        | 36                 |

À l'exception de la commune de Montchenu, qui a adhéré en 1976, les neuf autres communes appartenaient au canton de Saint-Donat-sur-l'Herbasse jusqu'en mars 2015. À la suite du redécoupage des cantons du département, les dix communes appartiennent au canton de Drôme des collines.

### Démographie
| 1968  | 1975  | 1982  | 1990  | 1999  | 2008  | 2013  |
| ----- | ----- | ----- | ----- | ----- | ----- | ----- |
| 4 838 | 4 647 | 5 156 | 6 009 | 7 002 | 8 347 | 9 203 |

### Économie
La communauté de communes compte plus de 600 établissements, la majorité d'entre eux relevant du secteur de l'agriculture.

## Administration

### Siège
Le siège de la communauté de communes est situé à Saint-Donat-sur-l'Herbasse.

### Les élus
La communauté de communes est gérée par un conseil communautaire composé de 28 membres représentant chacune des communes membres et élus pour une durée de six ans.
Ils sont répartis comme suit :
- neuf délégués pour la commune de Saint-Donat-sur-l'Herbasse ;
- trois délégués pour les communes de Charmes-sur-l'Herbasse, Margès et Marsaz ;
- deux délégués pour les communes d'Arthémonay, Bathernay, Bren, Chavannes et Montchenu.

### Présidence
En 2014, le conseil communautaire a élu son président, Aimé Chaléon, et désigné ses six vice-présidents qui sont : Jean Louis Bonnet, Fernand Pellat, Claude Fourel, Jean Louis Morin, Paul Moro et Marie-Pierre Manlhiot.
Ils forment ensemble l'exécutif de l'intercommunalité pour le mandat allant de 2014 à la disparition de la structure intercommunale prévue pour fin 2016.

### Compétences
L'intercommunalité exerce des compétences qui lui sont déléguées par les communes membres.
Le SIVOM avait pour compétences initiales de « coordonner les investissements publics dans les communes adhérentes », « réaliser les travaux nécessaires à la mise en place de services publics intercommunaux » et « faire fonctionner ces services publics ».
Ces compétences initiales ont été élargies en 1978 : le SIVOM se désengage des bâtiments communaux et « devient compétent dans le cadre du Contrat de Pays ». En 1980, elle acquiert la compétence de la voirie. En 1985, il devient « compétent pour acquérir des terrains et construire des immeubles ».
La loi relative à l'administration territoriale de la République (dite loi ATR) de 1992 impose aux communautés de communes d'exercer deux compétences obligatoires : le développement économique (création, aménagement, entretien et gestion de zones d'activité industrielle, artisanale, tertiaire, artisanale ou touristique, ainsi que des actions de développement économique) et l'aménagement de l'espace (schémas de cohérence territoriale et de secteur, création de zones d'aménagement concerté, etc.), ainsi qu'une compétence optionnelle au moins. Pour la communauté de communes du Pays de l'Herbasse, les autres compétences sont les suivantes :
- politique du logement et de l'habitat : programme local de l'habitat[Note 2], opération programmée d'amélioration de l'habitat, actions en faveur du logement des personnes défavorisées par des opérations d'intérêt communautaire ;
- environnement et cadre de vie : assainissement non collectif, collecte et traitement[Note 3] des déchets ménagers et assimilés ;
- développement et aménagement social et culturel : construction ou aménagement, entretien, gestion d'équipements ou d'établissements culturels, socio-culturels, socio-éducatifs ou sportifs, activités culturelles, socio-culturelles et sportives ;
- gestion d'un centre de secours[Note 4] ;
- nouvelles technologies de l'information et de la communication.

### Régime fiscal et budget
La communauté de communes applique la fiscalité professionnelle unique.
Pour l'année 2015, la structure affichait une dotation globale de fonctionnement (DGF) totale de 392 869 €, dont une DGF bonifiée de 103 634 €.

## Projets et réalisations
La communauté de communes possède une zone d'activités intercommunale à Saint-Donat-sur-l'Herbasse, dite de De Druisieux. Elle envisage d'étendre la zone existante.